# São Borja (ort)
São Borja är en ort i Brasilien.   Den ligger i kommunen São Borja och delstaten Rio Grande do Sul, i den södra delen av landet, 1 700 km sydväst om huvudstaden Brasília. São Borja ligger 98 meter över havet och antalet invånare är 59 613.
Terrängen runt São Borja är huvudsakligen platt. São Borja ligger uppe på en höjd. Det finns inga andra samhällen i närheten.
Trakten runt São Borja består till största delen av jordbruksmark. Runt São Borja är det ganska glesbefolkat, med 21 invånare per kvadratkilometer.